# Saint-Germain-sur-Ille
Saint-Germain-sur-Ille é uma comuna francesa na região administrativa da Bretanha, no departamento Ille-et-Vilaine. Estende-se por uma área de 3,89 km². Em 2010 a comuna tinha 937 habitantes (densidade: 240,9 hab./km²).